# Pascual Jordan
Pascual Jordan, född den 18 oktober 1902 i Hannover, död den 31 juli 1980 i Hamburg, var en tysk fysiker.
Jordan blev professor i teoretisk fysik i Rostock 1929, i Berlin 1944 och i Hamburg 1947. Han blev emeritus 1971. Jordan tilldelades Max Planck-medaljen 1942. Han bidrog tillsammans Max Born till utvecklandet av de Heisenbergska kvantmekaniska teorierna. Bland Jordans skrifter märks Elementare Quantenmechanik (1930, tillsammans med Born) och Anregung von Quantensprüngen durch Stösse (1926, tillsammans med James Franck).